# Jordi Samper i Montaña
Jordi Samper i Montaña (Barcelona, 5 d'abril de 1990) és un tenista professional català.
Ha desenvolupat la seva carrera bàsicament en el circuit ATP Challenger Tour, arribant al lloc 179 del rànquing individual l'any 2016, i el 227 en dobles també l'any 2013.
El seu germà petit Sergi és futbolista professional i va arribar a jugar en el primer equip del FC Barcelona.

## Palmarès

### Individual: 1 (0−1)
| Llegenda                          |
| --------------------------------- |
| Grand Slams (0−0)                 |
| ATP Finals (0−0)                  |
| ATP World Tour Masters 1000 (0−0) |
| ATP World Tour 500 (0−0)          |
| ATP World Tour 250 (0−0)          |
| ATP Challenger Series (0−1)       |

| Títols per superfície |
| --------------------- |
| Dura (0−0)            |
| Gespa (0−0)           |
| Terra batuda (0−1)    |

| Resultat  | Núm. | Data               | Torneig            | Superfície   | Oponent      | Marcador |
| --------- | ---- | ------------------ | ------------------ | ------------ | ------------ | -------- |
| Finalista | 1.   | 14 d'agost de 2016 | Trnava, Eslovàquia | Terra batuda | Steve Darcis | 3−6, 4−6 |

### Dobles masculins: 6 (2−4)
| Llegenda                          |
| --------------------------------- |
| Grand Slams (0−0)                 |
| ATP Finals (0−0)                  |
| ATP World Tour Masters 1000 (0−0) |
| ATP World Tour 500 (0−0)          |
| ATP World Tour 250 (0−0)          |
| ATP Challenger Series (2−4)       |

| Títols per superfície |
| --------------------- |
| Dura (0−0)            |
| Gespa (0−0)           |
| Terra batuda (2−4)    |

| Resultat  | Núm. | Data                   | Torneig            | Superfície   | Parella           | Oponents                                | Marcador            |
| --------- | ---- | ---------------------- | ------------------ | ------------ | ----------------- | --------------------------------------- | ------------------- |
| Finalista | 1.   | 15 de setembre de 2013 | Meknès, Marroc     | Terra batuda | Gerard Granollers | Alessandro Giannessi Gianluca Naso      | 5−7, 6−7(3)         |
| Guanyador | 1.   | 22 de setembre de 2013 | Kenitra, Marroc    | Terra batuda | Gerard Granollers | Taro Daniel Alexander Rumyantsev        | 6−4, 6−4            |
| Guanyador | 2.   | 7 de juny de 2014      | Fürth, Alemanya    | Terra batuda | Gerard Granollers | Adrián Menéndez R. Ramírez Hidalgo      | 7−6(1), 6−2         |
| Finalista | 2.   | 21 de setembre de 2014 | Meknès (2)         | Terra batuda | Gerard Granollers | H. Podlipnik-Castillo Stefano Travaglia | 2−6, 7−6(4), [7−10] |
| Finalista | 3.   | 28 de setembre de 2014 | Kenitra (2)        | Terra batuda | Gerard Granollers | Dino Marcan Antonio Šančić              | 1−6, 6−7(3)         |
| Finalista | 4.   | 16 de novembre de 2014 | Guayaquil, Equador | Terra batuda | Pere Riba         | Máximo González Guido Pella             | 2−6, 7−6(3), [10−5] |